# Jacques-Nicolas Colbert

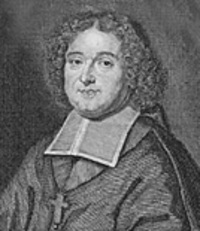
Porträt von Jacques-Nicolas Colbert aus dem 17. oder Anfang des 18. Jahrhunderts

Jacques-Nicolas Colbert (* 14. Februar 1655 in Paris; † 10. Dezember 1707 ebenda) war ein französischer römisch-katholischer Erzbischof und Mitglied der Académie française. Er entstammte dem Adelshaus Colbert.

## Leben

### Familie. Frühe Pfründen
Jacques-Nicolas Colbert war der zweite Sohn von Jean-Baptiste Colbert, der jüngere Bruder von Jean-Baptiste Colbert, marquis de Seignelay, Neffe von Charles Colbert, marquis de Croissy, von Nicolas Colbert (1628–1676), Bischof von Luçon und Auxerre, Vetter von Jean-Baptiste Colbert, marquis de Torcy, von Charles-Joachim Colbert de Croissy (1667–1738), Bischof von Montpellier, und Verwandter von André Colbert (1648–1704), Bischof von Auxerre. Ab 1664 war er Kommendatarabt der Abtei Le Bec, 1665–1667 auch Abt von Saint-Remi de Reims, ferner ab 1664 Prior von Notre-Dame in La Charité-sur-Loire und ab 1669 Prior von Saint-Martin in Ambierle.

### Aufstieg zum Erzbischof von Rouen
Da er als zweiter Sohn für den Klerikerstand vorgesehen war, wurde er unter der Aufsicht seines Vaters von Jean-Baptiste Du Hamel erzogen, der für ihn die Philosophia vetus et nova schrieb (erst 1678 erschienen). Er besuchte von 1663 bis 1668 das Collège der Oratorianer in Juilly, studierte dann Philosophie in Paris (Magister Artium im August 1672) und Theologie an der Sorbonne, wo er 1678 als Bester das Lizentiatsexamen bestand und am 14. April 1679 zum Doktor der Theologie promoviert wurde.  Am 1. April 1679 zum Priester geweiht, trat er 1. Dezember 1679 in St.-Sulpice ein. 1680 wurde er zum Titularerzbischof von Karthago und Koadjutor des Erzbischofs François Rouxel de Médavy (1604–1691) von Rouen ernannt, der ihn am 4. August 1680 zum Bischof weihte. Erzbischof Rouxel überließ Colbert die Bistumsführung, die Colbert nach Rouxels Tod im Januar 1691 offiziell übernahm und bis zu seinem Tod innehatte. Er nutzte das Schloss Gaillon in Gaillon. Er wurde in der Kirche Saint-Eustache in Paris beigesetzt.

### Académie française. Einsatz für die Hugenotten
1678 wurde er mit 23 Jahren in die Académie française (Sitz Nr. 11) gewählt. Beim Eintritt in die Akademie feierte er in der Antrittsrede Ludwig XIV. In einer Ansprache als Vertreter des französischen Klerus beschwor er 1685 den König, die Häresie des Calvinismus nicht mit „Feuer und Schwert“ (recourir au fer et au feu) zu bekämpfen.

### Darstellungen. Bibliophilie
Sein Porträt ist durch ein Gemälde von Hyacinthe Rigaud (1696) und durch Stiche von Antoine Masson (1636–1699), Etienne Gantrel (1646–1706) und Guillaume Vallet (nach Antoine Paillet, 1626–1701) erhalten.
Nach dem Tode seines älteren Bruders erbte Colbert 1690 die berühmte von Etienne Baluze betreute Bibliothek seines Vaters (Biblioteca Colbertina), die nach ihm an seinen Neffen Charles-Léonor Colbert (1689–1747) überging.

## Werke
- Harangue faite au roy, a Versailles le vingt et un juillet M. DC. LXXXV. par Monseigneur l’illustrissime & révérendissime Jacques Nicolas Colbert, archevêque & primat de Carthage, coadjuteur de l’archevêché de Roüen. Assisté de Messeigneurs les archevêques, evêques, & autres députez de l’Assemblée générale tenuë à Saint Germain en Laye, en ladite année mil six cens quatre-vingt cinq. En prenant congé de Sa Majesté. Paris 1685. In: Recueil des actes, titres et mémoires concernant les affaires du clergé de France. Bd. 13. 1740, Spalte 798–803.